# Christine Chubbuck
Christine Chubbuck (Hudson, Ohio, 24 de agosto de 1944-Sarasota, Florida, 15 de julio de 1974) fue una reportera de noticias estadounidense, recordada por haberse suicidado mientras presentaba su programa de televisión en directo.

## Biografía
Nació en Hudson, Ohio. Acudió a la escuela para niñas Laurel School en Shaker Heights. Posteriormente, estudió artes teatrales durante un año en la Universidad Miami de Ohio, luego asistió al Endicott Junior College en Beverly, Massachusetts. En 1965, obtuvo un grado en Radiodifusión en la Universidad de Boston. Trabajó para la estación televisiva WVIZ en Cleveland, Ohio, durante los años 1966 y 1967. En el verano de 1967, participó en un taller de Radio y Televisión en la Universidad de Nueva York. Este mismo año, trabajó por algunos meses en estaciones de televisión públicas en Pittsburgh y Canton, Ohio. Pasó cuatro años como operadora computacional de un hospital y dos años en una firma de televisión por cable en Sarasota. Justo antes integrarse a la cadena WXLT, trabajó en el departamento de programación de la emisora de televisión WTOG en San Petersburgo, Florida.
Mucho tiempo antes de su muerte, se mudó a la casa de verano de su familia en Siesta Key, Florida. La relación que mantenía con su familia era muy cercana, incluso consideraba a su madre y a su hermano Greg como sus amigos más cercanos.
Chubbuck colaboraba voluntariamente en el Hospital Sarasota Memorial, donde hacía espectáculos de marionetas para niños con enfermedades mentales. Incluso, incorporó dichos muñecos (hechos a mano) a su talk show en el canal WXLT-TV.
Aunque inicialmente había sido contratada como reportera, a Christine se le dio la oportunidad de conducir el programa Suncoast Digest, un talk show que trataba diversos temas de sociedad. Chubbuck tomó su rol muy seriamente e invitó a los oficiales de Sarasota y Bradenton para discutir temas de interés para la creciente comunidad costera.

## Depresión
Christine le comentó a su familia sobre su lucha contra la depresión y las tendencias suicidas, aunque no les dijo la razón de aquellas ideas. En 1970, intentó suicidarse con una sobredosis de medicamentos y frecuentemente hacía referencias al evento. También había visitado a un psiquiatra semanas antes de morir. La madre de Chubbuck no quiso informarle a la gerencia de la estación televisiva sobre los pensamientos de su hija por miedo a que fuera despedida.
Se cree que la falta de relaciones personales fue la causa de su depresión. La madre de Christine lamentó frente a sus colegas que su hija estuviera por cumplir 30 años, siendo aún una mujer virgen que no había tenido más de dos citas con hombres en su vida.
A Christine se le había extirpado el ovario derecho. Su médico le había informado de que si no lograba quedarse embarazada dentro de dos o tres años, era poco probable que fuera capaz de concebir en toda su vida.
Estaba enamorada de su compañero George Peter Ryan, incluso le regaló un pastel para su cumpleaños tratando de recibir su atención, solo para darse cuenta de que él estaba envuelto sentimentalmente con la reportera deportiva Andrea Kirby. Kirby era la compañera más cercana a Chubbuck, pero le ofrecieron un puesto de trabajo en Baltimore y se marchó, lo que incrementó la depresión de Christine.
Sus compañeros la consideraban una persona brusca, sobre todo cuando intentaban demostrarle su cariño. También veían que a menudo Christine hacía bromas sobre sí misma, se criticaba y rechazaba cualquier halago que recibía. A sus 29 años, no sentía vergüenza de su virginidad, de hecho, en una ocasión, mientras ensayaba un noticiero junto a sus colegas, ella se presentó como «Pristine Buttocks» ('nalgas vírgenes').
Greg Chubbuck aseguró que sus padres gastaron cerca de un millón de dólares en tratamientos para la depresión de Christine durante 20 años, no obstante, él cree que su hermana sufría de trastorno bipolar.

## La preparación antes del suicidio

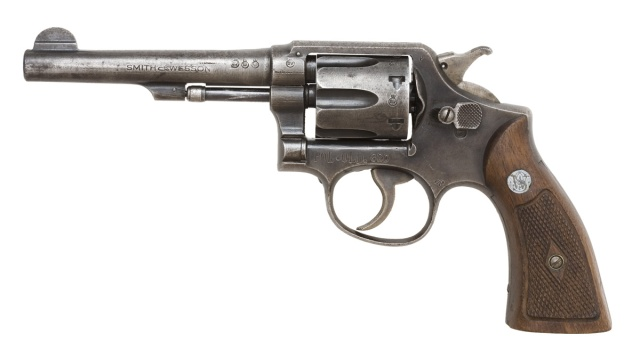
Christine utilizó un revólver Smith & Wesson calibre 38, similar al de la imagen.

Tres semanas antes del suicidio, Chubbuck le preguntó al director de prensa de la televisora si podía realizar un reportaje sobre el suicidio. Después de aprobada su idea, visitó el departamento local del sheriff para conversar sobre los métodos de suicidio. En la entrevista, el oficial le explicó que una de las maneras más eficientes para matarse era utilizando un revólver Calibre 38 con las balas perforadas en la punta, y dispararse en la parte trasera de la cabeza, no en la sien.
Una semana antes de morir, le dijo a Rob Smith, el editor del noticiero nocturno, que había comprado un arma y bromeó sobre suicidarse «en directo». Más tarde, Smith le dijo al periódico The Washington Post que le había regañado por hacer ese comentario.
El 12 de julio de 1974, Christine tuvo una discusión con el director de prensa, Mike Simmons, después de que él eliminara una de sus historias para reemplazarla por una sobre un tiroteo. Robert Nelson, el dueño de la cadena, había tratado de convencer al personal para que se concentrasen en investigar y publicar historias policiales llenas de «sangre y entrañas».

## El suicidio
La mañana del 15 de julio de 1974, Christine confundió a sus colegas al decir que ella debía escribir el guion de las noticias para posteriormente leerlo en el noticiario al comenzar su programa, algo que pocas veces había hecho antes.
El invitado de esa mañana esperó en el plató mientras Chubbuck se sentó en el escritorio de las noticias. En el guion, Christine había escrito un reporte en el que se especulaba sobre su inminente suicidio y se señalaba que ella sería dada por muerta once horas después. Christine escondió el revólver en la bolsa donde guardaba sus marionetas y la puso bajo el escritorio.
Durante los primeros ocho minutos del programa, Chubbuck informó sobre tres noticias nacionales y después sobre un tiroteo en un restaurante local el día anterior. Pidió que la noticia del tiroteo fuera acompañada por imágenes de apoyo, pero estas no pudieron ser exhibidas debido a problemas técnicos. La camarógrafa que la enfocaba le informó que el vídeo estaba atascado. Christine la miró y le respondió: «Esa película no va a rodar». Acto seguido, quitó su largo cabello negro de su cara, tragó, movió nerviosamente sus labios y dio vuelta la página del guion con su mano izquierda. Mirando hacia abajo, comenzó a leer, sonrió y dijo: «De acuerdo a la política del Canal 40 de brindarles lo último en sangre y entrañas a todo color, están a punto de ver otra primicia: un intento de suicidio». Su mano izquierda temblaba levemente, pero su voz era firme. Su mano derecha surgió de abajo del escritorio sosteniendo la pistola que apuntó detrás de su oreja derecha. Tiró del gatillo y se oyó un fuerte estallido. Una nube de humo voló del arma y su pelo se movió como si una ráfaga de viento la hubiera embestido. Su rostro se desfiguró, su boca se desgarró hacia abajo mientras su cabeza se sacudía. Luego, su cuerpo cayó violentamente hacia adelante y se perdió de vista. El director oscureció rápidamente la imagen y corrió al estudio de grabación, esperando encontrar a Christine en el suelo riéndose de la broma que les había hecho. Pero se dio cuenta de que la situación era real al ver cómo la sangre brotaba de su nariz y de su boca, mientras su cuerpo temblaba. La operaria de cámara Jean Reed explicó después que también pensaba que todo se trataba de un elaborado chiste.
Enseguida, la cadena de televisión exhibió una videocinta de servicio comunitario y después una película. Algunos televidentes llamaron al 911, mientras otros se comunicaban con el canal para saber si el disparo había sido falso.
Christine Chubbuck fue llevada al Hospital Sarasota Memorial y fue declarada muerta 14 horas después. Durante algún tiempo, el canal WXLT exhibió repeticiones de la serie Gentle Ben, en reemplazo del programa de Christine.

## Funeral
El cuerpo de Chubbuck fue cremado. El funeral se realizó en una playa y sus cenizas fueron esparcidas en el Golfo de México el 18 de julio de 1974. Acudieron aproximadamente 120 personas, incluyendo oficiales locales que habían aparecido en su programa. Tres canciones de la cantante favorita de Christine, Roberta Flack, fueron interpretadas.
El ministro presbiteriano Thomas Beason pronunció el discurso, declarando: «Sufrimos esta pérdida, estamos asustados por su ira, somos culpables por su rechazo, estamos heridos por su elección de aislarse y estamos confundidos por su mensaje». Las tres cadenas nacionales de televisión comunicaron su fallecimiento.

## El video del suicidio

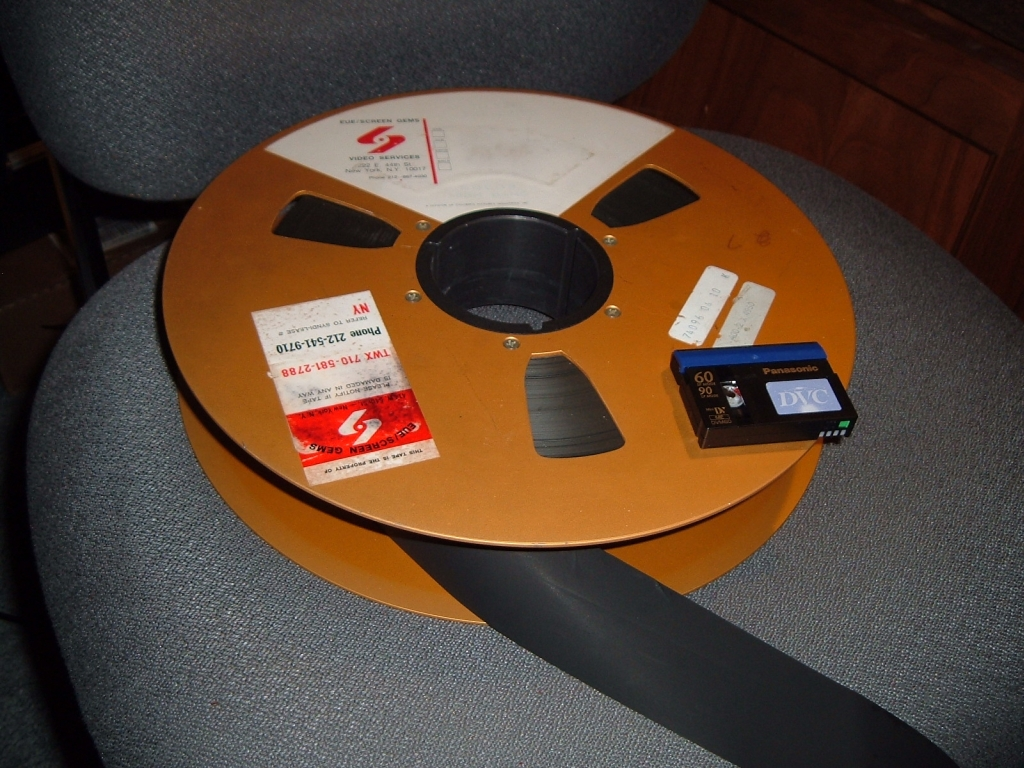
Cinta cuádruplex de dos pulgadas.

La muerte de Christine quedó grabada en una cinta cuádruplex de dos pulgadas marca Ampex. Inmediatamente después del suicidio, la familia de Christine introdujo un requerimiento judicial contra el canal WXLT para impedir que la escena del suicidio fuera exhibida. Posteriormente, el sheriff de Sarasota entregó una copia del video a la familia Chubbuck junto con otras de sus pertenencias.
Debido a que en 1974 aún no se comercializaba el sistema de video casero VHS, es poco probable que algún telespectador estuviera grabando el programa, por lo tanto, las imágenes de la muerte de Christine nunca han vuelto a ser divulgadas.
En una entrevista para la revista People en enero de 2016, el hermano menor de Christine, Greg Chubbuck, aseveró que la única copia del video fue guardada por su madre (fallecida en 1994), pero aseguró que nadie sabe dónde se encuentra actualmente.
La estación WXLT, ahora llamada WWSB, confirmó que en sus archivos no se encuentra ninguna copia de dicho video. Por su parte, en el Departamento del Sheriff de Sarasota afirmaron que jamás han tenido ese material en su poder.
En el documental Kate Plays Christine (2016), Gordon Galbraith, un antiguo trabajador de la estación WXLT, declaró que Christine Chubbuck le pidió grabar su programa específicamente el día que se suicidó. Sin embargo, después del trágico suceso, Robert Nelson, el dueño del canal, obedeció la orden de sus abogados de no exhibir la cinta bajo ninguna circunstancia. En el mismo documental, Steve Newman, el hombre del tiempo que trabajaba en WXLT, aseguró que Nelson se quedó con la única copia del video y que actualmente estaba en posesión de su viuda, Mollie. Según Newman, Mollie quiso deshacerse de la cinta lanzándola al mar, pero él la disuadió. En el documental se especuló que si Mollie aún mantenía el video en su poder, es probable que estuviera tan deteriorado por el paso del tiempo que sería imposible reproducirlo hoy en día.
En junio de 2016, la revista Vulture recibió una llamada de Mollie Nelson confirmando la existencia del misterioso video. De acuerdo a la mujer, su esposo conservó la cinta todo el tiempo, mas nunca le explicó el motivo. Al morir Robert, Mollie la heredó. No obstante, cuando se estrenaron las dos películas sobre Christine Chubbuck en enero de 2016, la prensa comenzó a contactarla para preguntarle por el video. Al sentirse incómoda por el asedio periodístico, Mollie decidió entregar la cinta a un bufete de abogados para que la custodiasen, ya que no tenía intenciones de exhibirla.

## Christine Chubbuck en la cultura popular
Por primera vez desde 1974, Greg Chubbuck habló públicamente sobre su hermana en un especial de la cadena E! Entertainment Television, llamado Boulevard of Broken Dreams: Christine Chubbuck, en marzo de 2007.
En mayo de 2015, el sitio de noticias The Wrap confirmó la realización de la película biográfica Christine, dirigida por Antonio Campos, escrita por Craig Shilowich y protagonizada por Rebecca Hall y Michael C. Hall, quienes interpretan a Christine Chubbuck y a George Peter Ryan, respectivamente. Esta cinta se estrenó durante el Festival de Cine de Sundance de 2016, donde compitió en la categoría Drama Estadounidense. Kate Plays Christine, otra película basada en la historia de Chubbuck, también participó en dicho festival, pero en la categoría Documental Estadounidense.
El libro del escritor español Raúl Quinto, Ruido blanco (La Bella Varsovia, 2012), usa como hilo conductor el suicidio de la reportera con numerosos poemas titulados «Christine Chubbuck».